# Лужанська (мінеральна вода)
Лужанська — мінеральна вода України. Завдяки своїм цілющим властивостям, Лужанська мінеральна вода стала популярною серед лікарів для лікування різноманітних хвороб та для профілактики їх виникнення. Ця вода також рекомендується для забезпечення питного режиму в різних ситуаціях, таких як гострі алкогольні чи хімічні отруєння, підвищена кислотність шлунка та інші стани. Завдяки своєму складу, вода Лужанська може використовуватися як столова вода для забезпечення організму мінералами та іншими корисними елементами у помірних кількостях щодня.

## Історія

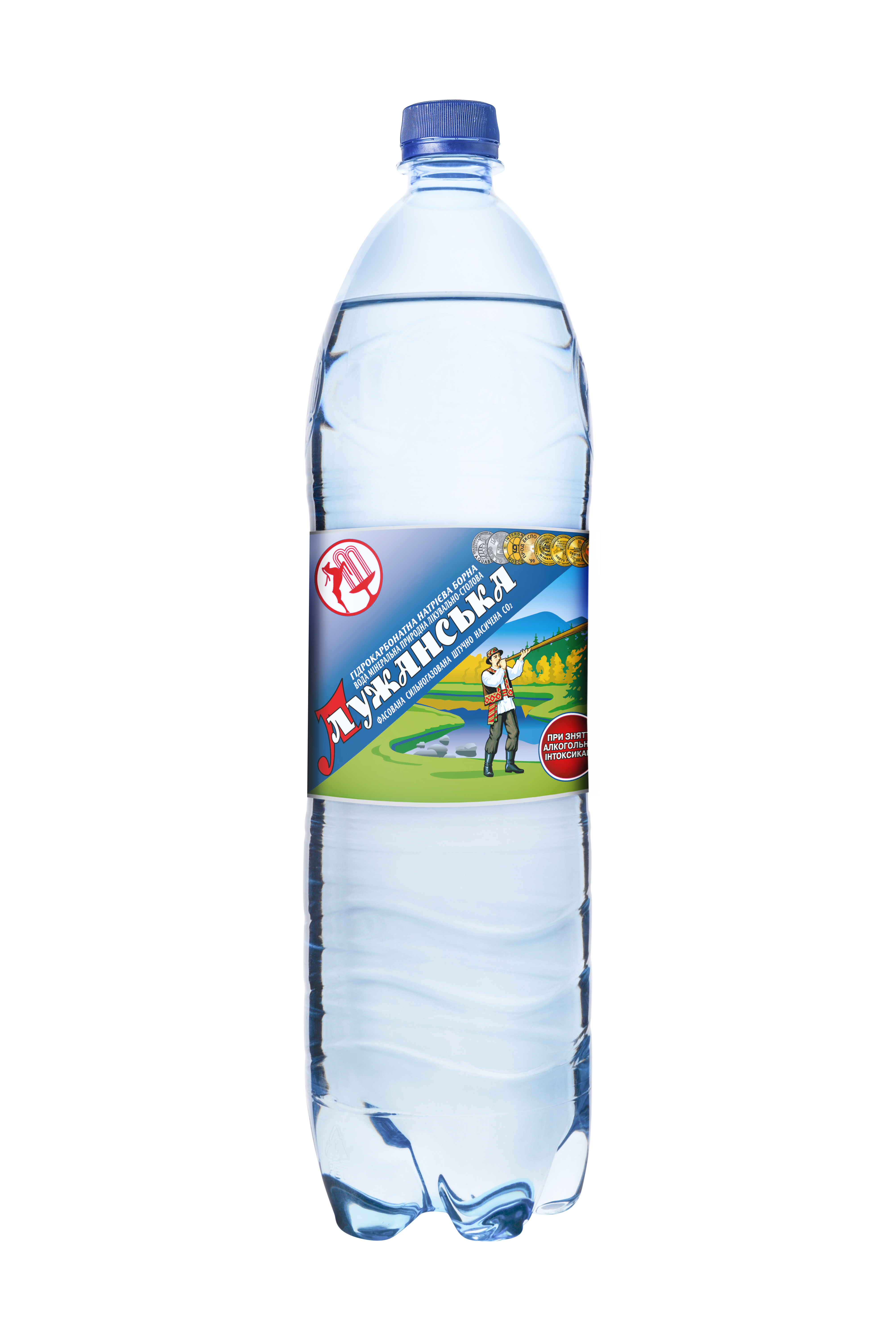
Лужанська 1.5 літри

Історія «Лужанської» налічує понад 200 років. Початково її видобували з недр Карпат, а знаменитий смак став візитною карткою західного регіону. Властивості, що зцілюють, були підтверджені вченими та медичними фахівцями.
У регіоні Луги, вздовж берегів річки Великої Пині, з 1775 року почали проводити дослідження мінеральних вод. Перші кроки в цьому напрямі зробив лікар А. Себеок, який спочатку їх використовував, додаючи у вина. Проте, з 1872 року фармацевт Б. Палл розпочав рекомендацію цих вод для лікувальних цілей, виявивши джерело під назвою Маргіт. Це джерело було у володіннях лікаря Карловського і названо на честь його дружини Маргіти.
Ще одне відоме джерело з аналогічним хімічним складом, відоме як Ержибет, було у володінні графа Шенборна. Луги Єржибет вважали корисною для лікування різних хвороб, включаючи захворювання шлунка, підвищену кислотність, проблеми з печією, відрижку, хронічні катари носоглотки, гортані та бронхіт. Ця вода була рекомендована для хворих з вадами серця та астмою, а також була популярна як освіжаючий напій.
Завод розливу мінеральної води Луги Ержибет існував до 1945 року і після цього був перейменований на Луги.

## Рекомендації
Лужанська завдяки досить високому вмісту гідрокарбонатів використовується м'яким антацидом — засобом який нейтралізує підвищену кислотність шлунка і знімає всі пов'язані з гіперацидні диспепсичні явища — печію, тяжкість, здуття. Основний ефект кислотонейтралізації Лужанської настає швидко, практично відразу після прийому води.
Відповідаючи за вмістом гідрокарбонатів 0,5 % розчину питної соди, мінеральна вода Лужанська, завдяки своїм буферним властивостям, набагато довше зберігає нейтральне рН середовище шлунка і не має побічної дії соди. Зміни в лужний бік рН порожнини 12-палої кишки нормалізує надходження жовчі та панкреатичного секрету.
Прийом Лужанської допомагає організму людини звільнитися від шлаків, токсинів та сечового піску.
Наявність біологічно активних концентрацій кальцію, кремнієвої, ортоборної кислоти, фтору позитивно впливає на обмінні процеси. Лужанська призначається майже при всіх захворюваннях шлунка, переважно з підвищеним рівнем кислотності, рефлюкс-езофагіту, супутніх змінах у вигляді вторинного холе- і панкреатостазу, хронічних панкреатитах.